# Eugène Lawrence Vail
Eugène Lawrence Vail, dit aussi Eugène Vail, né le 29 septembre 1857 à Saint-Servan et mort le 25 décembre 1934 à Paris est un peintre franco-américain.

## Biographie
Né d'une mère bretonne et d'un père américain, Eugène Lawrence Vail est le père du romancier, poète, peintre et sculpteur Laurence Vail (1891-1968). 
Après des études d'ingénieur auprès de l'Institut de technologie Stevens d'Hoboken, il participe à l'expédition scientifique du capitaine George Wheeler comme cartographe avant de rejoindre la Art Students League dans l'atelier de William Merritt Chase et James Carroll Beckwith. À son retour en France, il entre à l'Académie Julian, puis à l'École des beaux-arts de Paris où il est élève d'Alexandre Cabanel, de Pascal Dagnan-Bouveret puis de Raphaël Collin.
À partir de l'automne 1890, il s'installe à Étaples et côtoie Eugène Chigot et Henri Le Sidaner, qu'il influence au début de sa carrière. Il est représenté par la galerie parisienne Georges Petit, où il expose notamment en mars 1900, avec d'autres peintres, dans le cadre de la Société nouvelle de peintres et de sculpteurs. 
Il présente une exposition personnelle en 1921, toujours à la galerie Georges Petit. Il figure au Salon des Tuileries en 1923. En 1935, la Société nationale des beaux-arts honore sa mémoire par une rétrospective.
Il obtient une médaille d'or à l'Exposition universelle de Paris de 1889, et reçoit les insignes de chevalier de la Légion d'honneur en 1894.
Il meurt le 25 décembre 1934 à son domicile au 8, avenue Daniel-Lesueur dans le 7e arrondissement de Paris.

## Collections publiques
États-Unis
- New York, Brooklyn Museum : Jour de fête à Venise, vers 1904.
- Washington :
  - National Gallery of Art : Jour de fête à Venise, vers 1903.
  - Smithsonian American Art Museum :
    - A Breton Sunday, vers 1890.
    - Along the Riva

France
- Brest, musée des Beaux-Arts : Barques à Concarneau, huile sur toile, 132 × 190 cm[4].
- Gray, musée Baron-Martin : Paysage du soir : la route de l'église.
- Hazebrouck, musée des Augustins : Effet de pluie à Florence.
- Paris, musée du Louvre : Le Port de Concarneau, vers 1884, huile sur toile[5].
- Le Touquet-Paris-Plage, musée du Touquet-Paris-Plage :
  - La Canche près du quai à Étaples, huile sur toile, 100 × 73 cm, don d'Henri Le Sidaner ;
  - Pêcheurs, Mer du Nord, esquisse, huile sur toile, 81 × 54 cm, don d'Henri Le Sidaner.

Œuvres d'Eugène Lawrence Vail
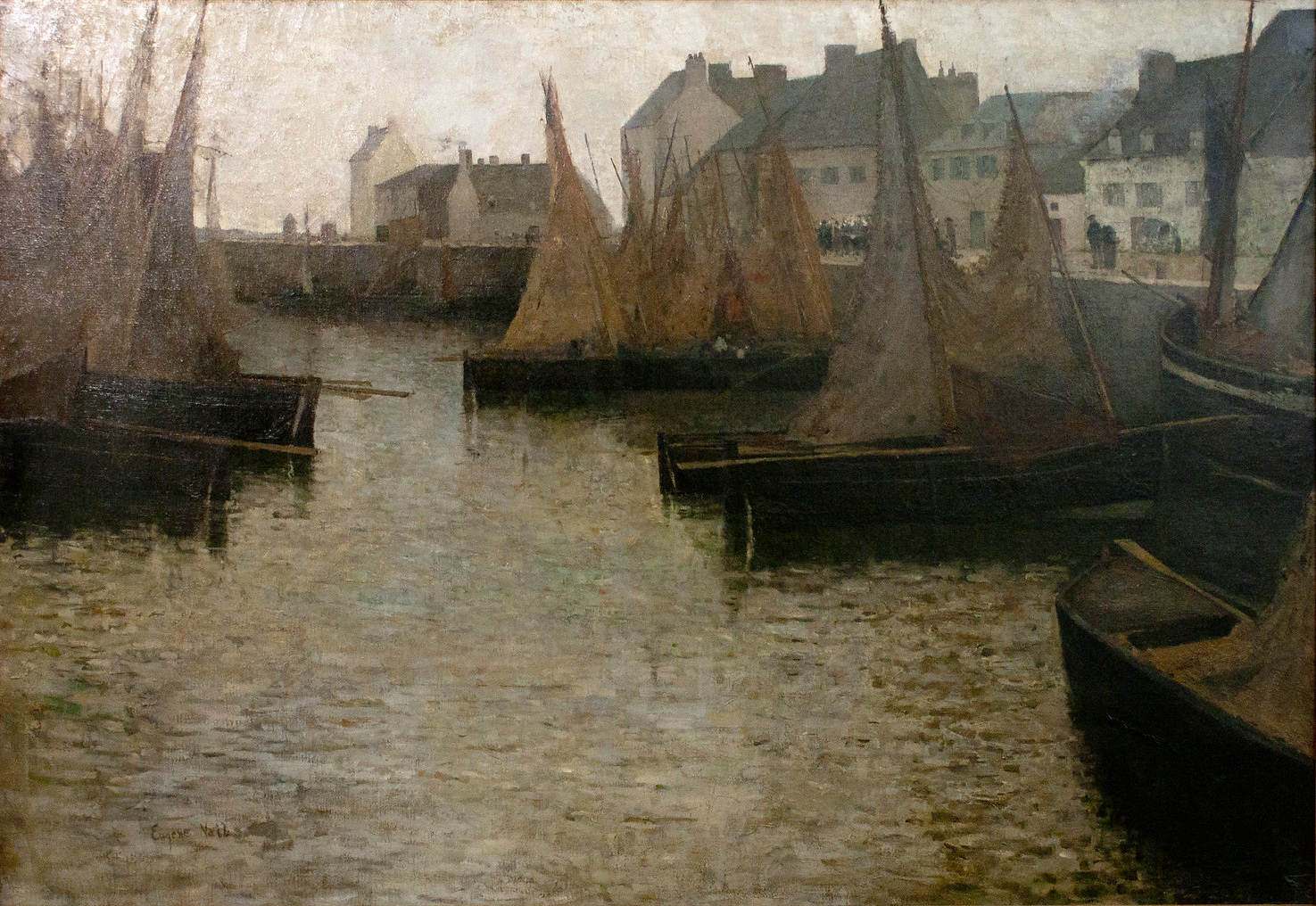
Le Port de Concarneau (vers 1884), Paris, musée du Louvre.
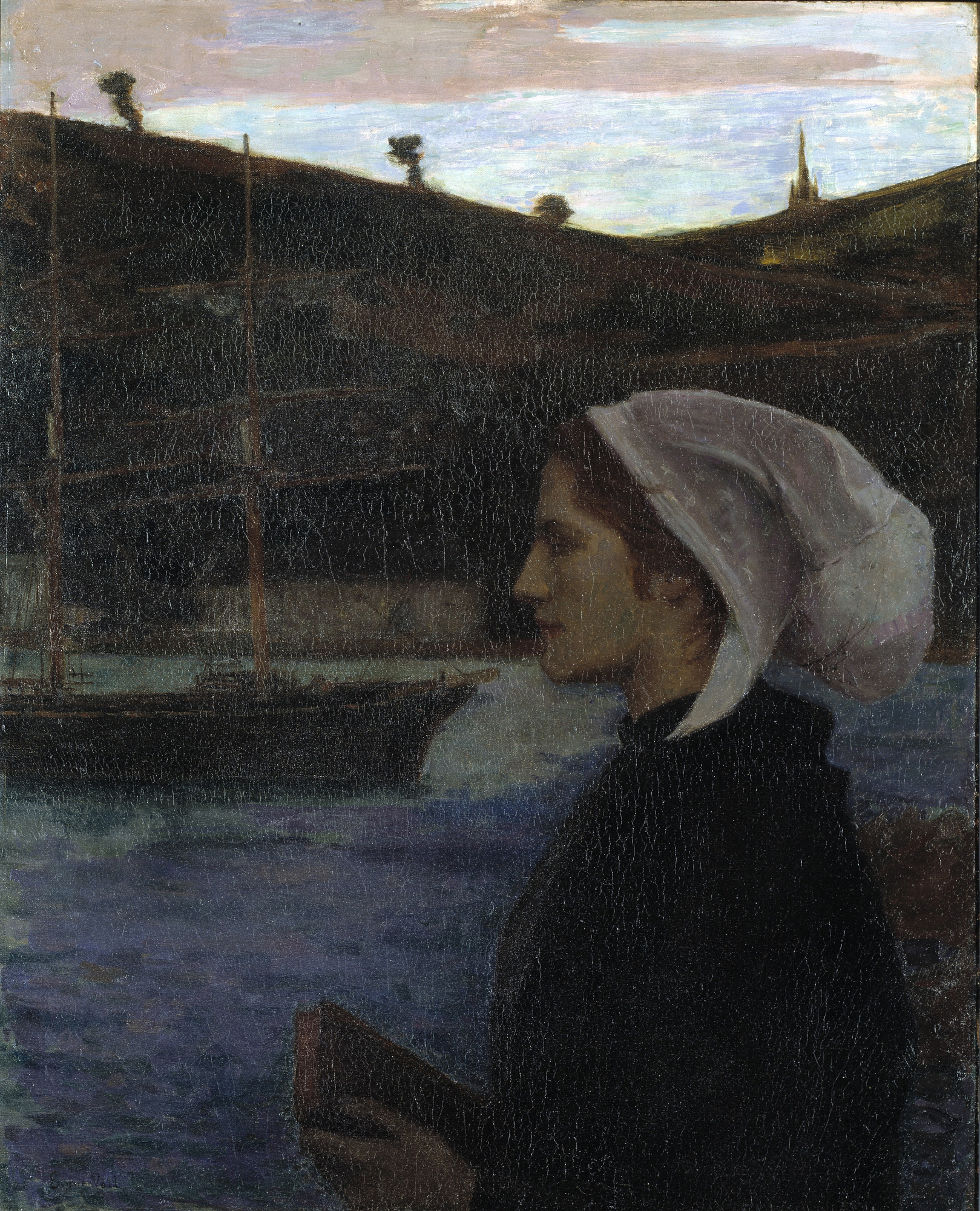
A Breton Sunday (vers 1890), Washington, Smithsonian American Art Museum.
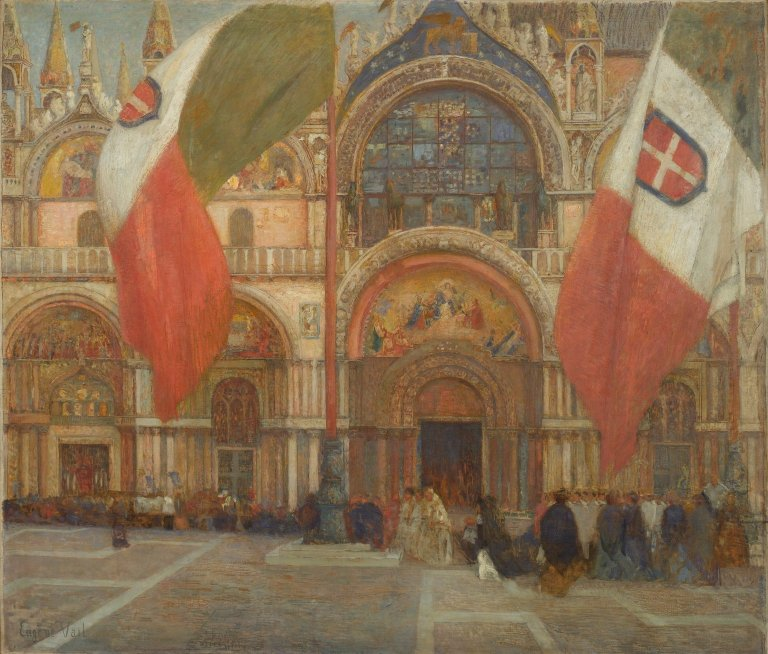
Jour de fête à Venise (1904), New York, Brooklyn Museum.
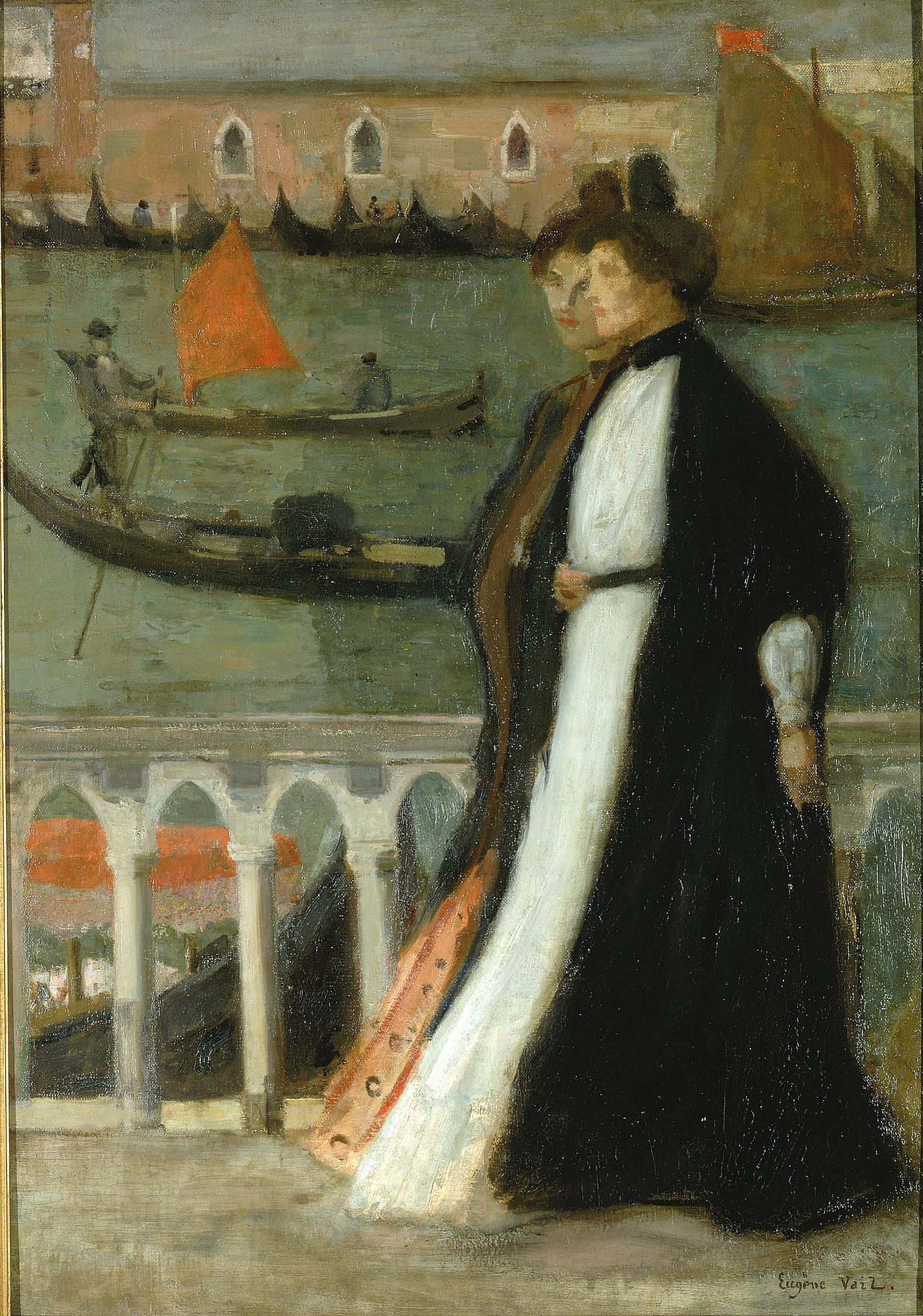
Along the Riva, Washington, Smithsonian American Art Museum.